# Władysław Izdebski
Władysław Izdebski (ur. 1945) – polski zawodnik, trener i dziennikarz brydżowy.

## Życiorys
Jest absolwentem Politechniki Warszawskiej, członkiem honorowym Polskiego Związku Brydża Sportowego. W 1994 zdobył z Wojciechem Siwcem – Mistrzostwo Australii i Oceanii Par w Canberze. Posiada tytuł arcymistrza. Jest trenerem brydżowym II klasy. W 1994 został odznaczony Złotą Odznaką PZBS. Jest dziennikarzem oraz autorem i wydawcą literatury brydżowej. Od 1983 był związany z miesięcznikiem Brydż, od 1989 z kwartalnikiem Przegląd Brydżowy zaś od 1990 z miesięcznikiem Świat Brydża. Twórca Wydawnictwa PZBS – Władysław Izdebski.

## Wybrane publikacje autorskie
- Brydż dla każdego. T. 1, Rozgrywka (Wydawnictwo PZBS – Władysław Izdebski, 1998, Warszawa; ISBN 83-87894-00-1)
- Brydż dla każdego. T. 2, Licytacja (Wydawnictwo PZBS – Władysław Izdebski, 1998, Warszawa; ISBN 83-87894-01-X)
- Brydż dla każdego. T. 3, Wist (Wydawnictwo PZBS – Władysław Izdebski, 1998, Warszawa; ISBN 83-87894-02-8)
- Brydżowe fortele (Wydawnictwo PZBS – Władysław Izdebski, 2000, Warszawa; ISBN 83-87894-07-9)
- Czy licytujesz wyżej, ekspercie? (Wydawnictwo PZBS – Władysław Izdebski, 2000, Warszawa; ISBN 83-87894-10-9; wspólnie z Krzysztofem Jassem)
- Krok po kroku (Wydawnictwo PZBS – Władysław Izdebski, Warszawa, 2009; wspólnie z Grzegorzem Matulą)
- Nasz wspólny język w praktyce (Wydawnictwo PZBS – Władysław Izdebski, 1997, Warszawa; ISBN 83-903323-5-3)
- Nowe ścieżki licytacji (Wydawnictwo PZBS – Władysław Izdebski, 2013, Warszawa; ISBN 978-83-87894-74-0; wspólnie z Dariuszem Kardasem i Włodzimierzem Krysztofczykiem)
- Nowoczesna licytacja naturalna (Wydawnictwo PZBS – Władysław Izdebski, 2008, Warszawa; ISBN 978-83-87894-61-0)
- Nowoczesny brydż – konwencje (Wydawnictwa Polskiego Związku Brydża Sportowego, 1996, Warszawa; ISBN 83-903323-3-7)
- Precision Club (Wydawnictwo PZBS – Władysław Izdebski, 2010, Warszawa; ISBN 978-83-87894-67-2)
- Przymusy w teorii i praktyce (Wydawnictwo PZBS – Władysław Izdebski, 1999, Warszawa; ISBN 83-87894-04-4)
- Szkoła brydża – podstawowa (Wydawnictwo PZBS – Władysław Izdebski, 2001, Warszawa; ISBN 83-87894-14-1)
- Szkoła licytacji („Almapress”, 1991, Warszawa; ISBN 83-7020-087-7)
- Szukaj szansy (Wydawnictwa Polskiego Związku Brydża Sportowego, 1998, Warszawa; ISBN 83-903323-6-1; wspólnie z Wojciechem Siwicem i Krzysztofem Sokołowskim)
- Transferowe odpowiedzi po otwarciu 1: kilka interesujących konwencji (Wydawnictwo PZBS – Władysław Izdebski, 2014, Warszawa; ISBN 978-83-87894-78-8)
- Wspólny język: ćwiczenia z licytacji (Wydawnictwo PZBS – Władysław Izdebski, 2009, Warszawa; ISBN 978-83-87894-63-4)
- Wspólny język XXI: sztuka licytacji (Wydawnictwo PZBS – Władysław Izdebski, 2005, Warszawa; ISBN 83-87894-38-9)
- Wszystko o wiście: poszerzona wersja książki Wist od A do Z (Wydawnictwo PZBS – Władysław Izdebski, 2008, Warszawa; ISBN 978-83-87894-56-6; wspólnie z Romanem Krzemieniem)